# 페르난도 치엔
페르난도 치엔(Fernando Chien, 1974년 10월 6일 ~ )은 타이완의 배우이다.
타이베이시에서 태어났다.

## 영화
- 샹치와 텐 링즈의 전설 (2021년) - 가오리엔 역
- 선 독스 (2017년)
- 어카운턴트 (2016년) - 소키스 역
- 더티 라이즈 (2014년)
- 아웃캐스트 : 절명도망의 전사 (2014년) - 우 역
- 트랜센던스 (2014년) - 헝 역
- 레드 던 (2012년)
- 워리어 (2011년) - 펜로이 역
- 분노의 질주: 언리미티드 (2011년) - 윌키스 역
- 분라쿠 (2010년) - 킬러 4 역
- 비욘드 더 링 (2008년) - 리갠 마차도 스튜던트 역
- 피스톨 휩트 (2008년)
- 미이라 3: 황제의 무덤 (2008년)
- 리얼 파이트 클럽 (2006년)
- 아트 오브 워 (2000년)
- 프러바커터 (1998년)
- 데드 엔드 (1998년)